# Motor de imanes permanentes

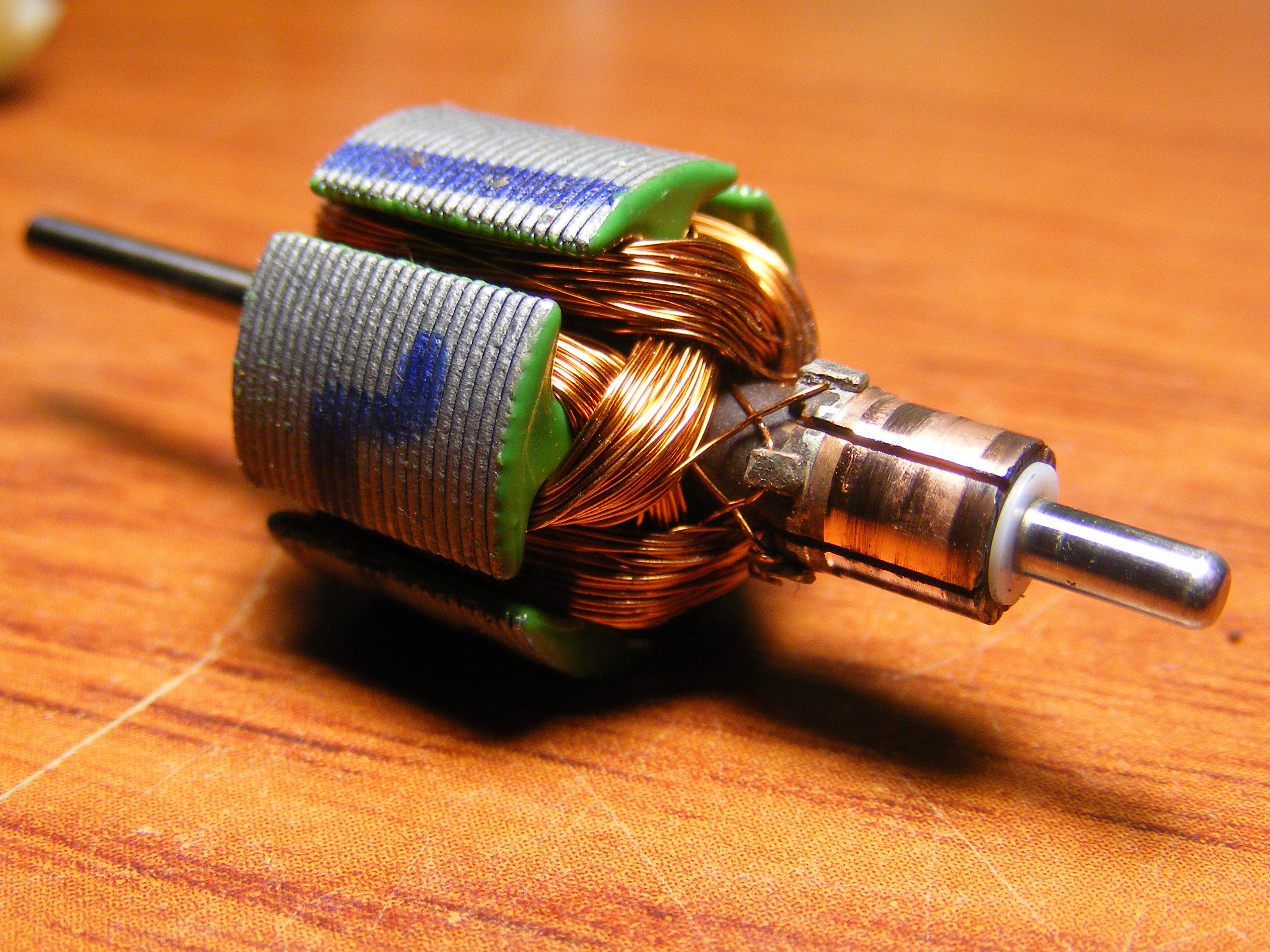
Rotor de una pequeña máquina de corriente directa de 12 V, con imanes permanentes, de dos polos, cinco devanados, cinco delgas y dos escobillas.

El motor de imanes permanentes (IP) es un tipo de motor eléctrico cuyo funcionamiento se basa en imanes permanentes. Existen diversos tipos, siendo los más conocidos: 
- Motores de corriente continua de IP
- Motores de corriente alterna de IP
- Motores paso a paso de IP

Uno de los de mayor aplicación es el motor sincrónico de imán permanente (en inglés Permanent Magnet Synchronous Motor, PMSM).

## Motor Sincrónico de Imán Permanente
Los motores de imán permanente son extensivamente usadas en servomotores, accionamientos eléctricos para posicionamiento, robótica, máquinas herramienta, ascensores, etc. Se han llegado a construir máquinas de una potencia por encima de 1 MW por ejemplo para el accionamiento de submarinos. También es posible su aplicación en generación y bombeo a partir de energía solar fotovoltaica o energía eólica. Más recientemente se usan en la propulsión de trenes de alta velocidad y, por lo general, es el tipo de motor que se usan en los vehículos eléctricos.

La construcción de los rotores de los servomotores sincrónicos de imán permanente pueden adoptar una forma cilíndrica con un bajo diámetro y gran longitud (cilinder rotor) llamados de flujo radial, o pueden tener un rotor en forma de disco más liviano rotor de disco (disk rotor), también llamadas máquinas de flujo axial, resultando así en ambos casos un bajo momento de inercia y una constante de tiempo mecánica baja. Por otra parte, para aplicaciones industriales con arranque de línea o mediante arrancadores de voltaje reducido, los motores poseen un damper que protege los imanes de la des-magnetización durante los transitorios asociados en el arranque, y además amortigua las oscilaciones pendulares.
estos motores tienen un ligero juego axial lo cual permite establecer las cargas fijas de movimiento.
En aplicaciones en que el motor es operado electrónicamente desde un inverter, no es necesario el devanado amortiguador para el arranque pues este lo realiza el control electrónico, y además el devanado amortiguador (damper) produce pérdidas de energía adicionales debido a las forma de onda no senoidales.
Se analizará el caso de estátor trifásico, el cual es similar a uno de una máquina sincrónica trifásica clásica, debiendo destacarse dos tipos de PMSM según el tipo de rotor:
- Imanes montados en la superficie del rotor (Surface-mounted magnets)
- Imanes insertos en el rotor (Buried Magnets)

## PMSM con imanes montados en la superficie del rotor
En el caso de que los imanes van montados (pegados o zunchados) en la superficie del rotor, estos por el espacio que ocupan obligan a tener un entrehierro relativamente grande, además los imanes cerámicos tienen efectos de saliencia despreciables. En estos casos no existe devanado amortiguador. El gran entrehierro hace que el flujo de la reacción de armadura (RA) tenga efectos atenuados sobre el rotor, es decir la inductancia sincrónica Ld es pequeña pues tiene una componente de reacción de armadura Lad pequeña y por consiguiente los efectos de la RA son muy atenuados. Por otra parte se deduce que el gran entrehierro resulta en una constante de tiempo eléctrica del estátor T = L/R pequeña.........

## PMSM con imanes insertos en el rotor
Si los imanes están insertos en el rotor, quedan físicamente contenidos y protegidos, pero el espacio de hierro del rotor eliminado para insertar los imanes hace que no puede considerarse que en este caso se tenga un entrehierro uniforme, se tiene un efecto de saliencia, y aparece una componente de reluctancia del par. 
El criterio de diseño en el caso de servomotores deben encuadrar los siguientes requerimientos:
- Velocidad de operación y par controlado a todas las velocidades
- Alta relación [Potencia / peso] y [Par / inercia]
- Par electromagnético suave: mejor control de las armónicas lo que disminuye las pulsaciones del torque
- Alta densidad de flujo en el entrehierro
- Diseño compacto con alto rendimiento y factor de potencia.